# Вице-маршал (КНДР)
Вице-маршал (кор. 차수?, 次帥?,чхасу) — воинское звание в Корейской народной армии. Старше генерала армии и младше маршала КНА.
Всего это звание получили 31 человек, из них шестеро впоследствии были повышены в воинском звании до маршала КНА, двое — понижены в звании до генерала армии, но один из них впоследствии восстановлен в звании вице-маршала и ещё один — понижен до генерал-полковника, но повышен до генерала армии.
Руководители КНДР — Ким Ир Сен, Ким Чен Ир и Ким Чен Ын — никогда не носили звание вице-маршала. Ким Ир Сен и Ким Чен Ир начали воинскую карьеру со звания маршала КНДР и впоследствии получили звание генералиссимуса КНДР. Ким Чен Ын начал воинскую службу со звания генерала армии и впоследствии был повышен до маршала КНДР, минуя звание вице-маршала.

## Знаки различия

### Погоны
С 1985 года рисунок на погоне вице-маршала представляет собой герб КНДР, наложенный на пятиконечную звезду. До 1985 года на погоне изображался только герб КНДР.

### Петлицы
Рисунок на петлице вице-маршала представляет собой пятиконечную звезду.

### Звезда
К парадной форме одежды вице-маршала прилагается маршальская звезда.

## Список вице-маршалов
| № по порядку | Имя                  | Дата присвоения       |
| ------------ | -------------------- | --------------------- |
| 1            | Чхве Ён Гон 최용건   | 7 февраля 1953 года   |
| 2            | О Джин У 오진우      | апрель 1985           |
| 3            | Чу То Иль 주도일     | 20 апреля 1992 года   |
| 4            | Ли Ыль Соль 리을설   | 20 апреля 1992 года   |
| 5            | Чхве Кван 최광       | 20 апреля 1992 года   |
| 6            | Чхве Ин Док 최인덕   | 20 апреля 1992 года   |
| 7            | Пэк Хак Рим 백학림   | 20 апреля 1992 года   |
| 8            | Ли Ту Ик 리두익      | 20 апреля 1992 года   |
| 9            | Ким Пон Нюль 김봉률  | 20 апреля 1992 года   |
| 10           | Ким Кван Чжин 김광진 | 20 апреля 1992 года   |
| 11           | Ким Ик Хён 김익현    | 15 апреля 1994 года   |
| 12           | Чо Мён Рок 조명록    | 8 октября 1995 года   |
| 13           | Ли Ха Иль 리하일     | 8 октября 1995 года   |
| 14           | Ким Ён Чхун 김영춘   | 8 октября 1995 года   |
| 15           | Ким Иль Чхоль 김일철 | 13 апреля 1997 года   |
| 16           | Чон Чэ Сон 전재선    | 13 апреля 1997 года   |
| 17           | Пак Ки Со 박기서     | 13 апреля 1997 года   |
| 18           | Ли Чон Сан 리종산    | 13 апреля 1997 года   |
| 19           | Ким Рён Ён 김룡연    | сентябрь 1998 года    |
| 20           | Ли Ён Му 리용무      | сентябрь 1998 года    |
| 21           | Чан Сон У 장성우     | апрель 2002 года      |
| 22           | Ли Ён Хо 리영호      | 27 сентября 2010 года |
| 23           | Ким Чон Гак 김정각   | 15 февраля 2012 года  |
| 24           | Чхве Рён Хэ 최룡해   | 7 апреля 2012 года    |
| 25           | Хён Чхоль Хэ 현철해  | 7 апреля 2012 года    |
| 26           | Хён Ён Чхоль 현영철  | 16 июля 2012 года     |
| 27           | Хван Бён Со 황병서   | 26 апреля 2014 года   |
| 28           | Ли Мён Су 리명수     | 14 апреля 2016 года   |
| 29           | Пак Чон Чхон 박정천  | 24 мая 2020 года      |
| 30           | Ким Чен Гван 김정관  | 24 февраля 2021 года  |
| 31           | Квон Ён Джин 권영진  | 24 февраля 2021 года  |
| 32           | Ли Ёнгиль 리영길     | 14 апреля 2022 года   |
| 1. 2. 3. 4.  |                      |                       |